# Norrfjärden (Piteå)
Norrfjärden is een dorpje (tätort) binnen de Zweedse gemeente Piteå. Norrfjärden ligt op de noordoever van de Alter, een rivier die zuidoostwaarts langs het stadje stroomt. De plaats ligt ingeklemd tussen de Europese weg 4 en de Äsfjärd. Het ligt 7 kilometer ten noorden van Piteå.
In Norrfjärden zijn twee basisscholen te vinden en twee kleuterscholen, een voor 1- t/m 4-jarigen en van 5- t/m 9-jarigen. Verder staat er een kerk, een bibliotheek, een kruidenierswinkel en een restaurant met kiosk. Drie tankstations domineren het dorp. Deze zijn alle gelegen aan de E4 en op vrachtverkeer gericht.
Bestuurscentrum: Piteå
Tätort: Bergsviken · Blåsmark · Böle · Hemmingsmark · Hortlax · Jävre · Lillpite · Norrfjärden · Roknäs · Rosvik · Sikfors · Sjulsmark · Svensbyn. 
Småort: Arnemark · Bertnäs · Bertnäs · Edet  · Grundvik · Holmträsk · Koler · Kopparnäs · Långträsk · Maran en Skatan · Näsudden en Berget · Nybyn · Ön · Pålberget · Pite havsbad · Storsund · Svedjan en Träsket · Liden · (Yttrefjärd östra strandbad)
Overig: Borgfors · Flötuträsk · Granträskmark · Gråträsk · Högsböle · Högsböleskiftet · (Infjärden) · Jävrebodarna · Klubbfors · Kvarnbäcken · Långnäs · Munksund · Pitsund · Sjulnäs